# Slovenska Skupnost
La Slovenska skupnost (in italiano Unione Slovena, abbreviata in SSk) è un partito politico attivo in Friuli-Venezia Giulia, in particolare nelle province di Gorizia (Gorica) e Trieste (Trst) e in parte di quella di Udine (Videm), precisamente nella Slavia friulana (la Benečija). Si propone di tutelare i diritti della minoranza slovena che vive nella zona.

## Storia
Nata dalla fusione di varie organizzazioni politiche anticomuniste slovene in Italia, fondate dopo la fine della seconda guerra mondiale, tra cui l'Unione Democratica Slovena (Slovenska demokratska zveza, di orientamento liberale) fondata da Andrej Uršič, l'Unione Sociale Slovena Cristiana (Slovenska krščansko socialna zveza) guidata da Engelbert Besednjak e i socialdemocratici del Gruppo degli Indipendenti Sloveni (Skupina neodvisnih Slovencev). L'Unione Slovena ha cominciato la sua attività agli inizi degli anni sessanta, e una lista slovena fu presente alle elezioni politiche del 1963. Alle elezioni successive fu presentata per la prima volta una lista denominata Slovenska Skupnost.
Il partito partecipa con regolarità alle elezioni politiche, senza vedere però mai suoi candidati eletti, a causa dell'esiguo numero di membri della minoranza. Alle elezioni politiche del 1992 si presenta in alleanza con il Partito Sardo d'Azione, l'Union Valdôtaine, l'Union für Südtirol e con altri partiti regionalisti in una lista denominata Federalismo - Pensionati Uomini Vivi, che ottiene un deputato e un senatore, nessuno dei quali però proveniente dalla SSk.
Con l'avvento della Seconda Repubblica il partito comincia a collaborare con i partiti del centro-sinistra, prima con la Margherita e più recentemente con il Partito Democratico, con il quale stipula alcuni patti elettorali. Alle elezioni europee, a partire dal 1999, un candidato dell'Unione Slovena è ospitato nelle liste della Südtiroler Volkspartei.
Se nella scena nazionale la Slovenska Skupnost non è mai riuscita ad acquistare la visibilità di altri partiti rappresentanti di minoranze, a livello locale ha ottenuto negli anni un ruolo di qualche rilievo. Esponenti del partito sono arrivati alla carica di sindaco in alcuni comuni del Friuli-Venezia Giulia orientale, come San Floriano del Collio/Števerjan, San Dorligo della Valle/Dolina e Monrupino/Repentabor; conta altresì eletti in molti comuni della Venezia Giulia, come Savogna d'Isonzo/Sovodnje ob Soči, Doberdò del Lago/Doberdob, Sgonico/Zgonik, Duino-Aurisina/Devin-Nabrežina nonché nei consigli comunali di Gorizia e Trieste
Grazie ad alleanze con altri partiti la SSk è spesso riuscita a far entrare suoi esponenti anche nei Consigli provinciali e comunali di Trieste e Gorizia, e nel 2003 è riuscita a portare al Consiglio regionale il dott. Mirko Špacapan, membro del partito.
Dal 2008 è presente nel consiglio regionale Igor Gabrovec che viene rieletto anche nelle elezioni regionali del 2013.
Alle elezioni regionali del 2008 si schiera a supporto del candidato del centrosinistra, il presidente uscente Riccardo Illy. La coalizione risulta sconfitta, ma il partito ottiene 7.003 voti ovvero l'1,24% dei voti a livello regionale, eleggendo in consiglio regionale Igor Gabrovec a Trieste.
Alle elezioni regionali del 2013 si schiera a supporto del candidato del centrosinistra, la candidata Debora Serracchiani. La coalizione risulta vincitrice, il partito ottiene l'1,41% dei voti (5.651) a livello regionale e viene rieletto Igor Gabrovec con 1.794 preferenze. Gabrovec diventa vicepresidente del Consiglio regionale, ricoprendo così la più alta carica istituzionale sinora affidata alla Slovenska skupnost.
Sia alle regionali del 2018 che a quelle del 2023 SSk raccoglie poco più dell'1% eleggendo un consigliere di opposizione.
Alle elezioni europee del 2024 la SSk, insieme a PATT, SVP e Bard (Belluno Autonoma Regione Dolomiti), si federa con la lista Forza Italia - Noi Moderati per la ricandidatura dell'europarlamentare uscente Herbert Dorfmann nella circoscrizione Italia nord-orientale.

## Skupnost
Organo ufficiale della SSk è il periodico Skupnost, fondato nel 1977; viene pubblicato in tre edizioni: Trieste, Gorizia e Cividale, ossia due dei tre principali centri della Regione popolati da una componente slovena (l'edizione di Cividale copre le limitrofe Valli del Natisone). Il giornale è disponibile online.

## Risultati elettorali

### Elezioni regionali in Friuli-Venezia Giulia
| Elezione       | Elezione       | Voti                            | %                               | Seggi  |
| -------------- | -------------- | ------------------------------- | ------------------------------- | ------ |
| Regionali 1964 | Regionali 1964 | 10.009                          | 1,32                            | 1 / 61 |
| Regionali 1968 | Regionali 1968 | 10.841                          | 1,42                            | 1 / 61 |
| Regionali 1973 | Regionali 1973 | 10.185                          | 1,28                            | 1 / 61 |
| Regionali 1978 | Regionali 1978 | 9.841                           | 1,13                            | 1 / 61 |
| Regionali 1983 | Regionali 1983 | 10.467                          | 1,23                            | 1 / 62 |
| Regionali 1988 | Regionali 1988 | 8.678                           | 1,05                            | 1 / 62 |
| Regionali 1993 | Regionali 1993 | 9.673                           | 1,21                            | 0 / 60 |
| Regionali 1998 | Regionali 1998 | Nel Centro Popolare Riformatore | Nel Centro Popolare Riformatore | 0 / 60 |
| Regionali 2003 | Regionali 2003 | In Intesa Democratica           | In Intesa Democratica           | 1 / 60 |
| Regionali 2008 | Regionali 2008 | 7.008                           | 1,24                            | 1 / 57 |
| Regionali 2013 | Regionali 2013 | 5.651                           | 1,41                            | 1 / 49 |
| Regionali 2018 | Regionali 2018 | 4.880                           | 1,16                            | 1 / 49 |
| Regionali 2023 | Regionali 2023 | 4.016                           | 1,02                            | 1 / 48 |

### Elezioni politiche ed europee
| Elezione       | Elezione     | Voti                         | %                            | Seggi   |
| -------------- | ------------ | ---------------------------- | ---------------------------- | ------- |
| Politiche 1963 | Camera       | 5.679                        | 0,02                         | 0 / 630 |
| Politiche 1968 | Camera       | 6.142                        | 0,02                         | 0 / 630 |
| Politiche 1976 | Camera       | 8.183                        | 0,02                         | 0 / 630 |
| Politiche 1976 | Senato       | 9.023                        | 0,03                         | 0 / 315 |
| Europee 1979   | Europee 1979 | in Federalismo               | in Federalismo               | 0 / 81  |
| Politiche 1983 | Camera       | 9.434                        | 0,03                         | 0 / 630 |
| Politiche 1983 | Senato       | 8.904                        | 0,03                         | 0 / 315 |
| Europee 1984   | Europee 1984 | in Federalismo               | in Federalismo               | 0 / 81  |
| Politiche 1987 | Camera       | nel Partito Sardo d'Azione   | nel Partito Sardo d'Azione   | 0 / 630 |
| Politiche 1987 | Senato       | nel Partito Sardo d'Azione   | nel Partito Sardo d'Azione   | 0 / 315 |
| Europee 1989   | Europee 1989 | in Federalismo               | in Federalismo               | 0 / 81  |
| Politiche 1992 | Camera       | in Federalismo               | in Federalismo               | 0 / 630 |
| Politiche 1992 | Senato       | in Federalismo               | in Federalismo               | 0 / 315 |
| Europee 1994   | Europee 1994 | in Federalismo               | in Federalismo               | 0 / 87  |
| Europee 1999   | Europee 1999 | nella Südtiroler Volkspartei | nella Südtiroler Volkspartei | 0 / 87  |
| Europee 2004   | Europee 2004 | nel Südtiroler Volkspartei   | nel Südtiroler Volkspartei   | 0 / 78  |
| Europee 2009   | Europee 2009 | nella Südtiroler Volkspartei | nella Südtiroler Volkspartei | 0 / 72  |
| Europee 2014   | Europee 2014 | nella Südtiroler Volkspartei | nella Südtiroler Volkspartei | 0 / 73  |
| Europee 2019   | Europee 2019 | nella Südtiroler Volkspartei | nella Südtiroler Volkspartei | 0 / 76  |
| Europee 2024   | Europee 2024 | nella Südtiroler Volkspartei | nella Südtiroler Volkspartei | 0 / 76  |